# Габријел Крамер
Габријел Крамер (фр. Gabriel Cramer; Женева, 31. јул 1704 — Бањол сир Сез, 4. јануар 1752) је био швајцарски математичар.

## Биографија
Рођен је у Женеви. Показао је интересовање за математику веома рано. Са 18 година је докторирао, а са 20 је био заменик шефа катедре за математику.
Године 1728, предложио је решење за санктпетерзбуршки парадокс, које је било веома блиско концепту теорије очекиване корисности коју је дао Данијел Бернули десет година касније.
Дело по коме је највише познат настало је у његовим четрдесетим годинама. То дело је његова расправа о алгебарским кривама ("Introduction à l'analyse des lignes courbes algébraique") објављена 1750; оно садржи најраније доказе да је крива n-тог степена одређена са n(n + 3)/2 тачака. Уређивао је дела два старија Бернулија; писао је о физичком узроку сфероидног облика планета и кретању њихових апсида (1730), као и о Њутновом третирању кубних кривих (1746). Био је професор у Женеви, а умро је у Бањол сир Сезу.
Био је син лекара Жана Крамера и Ан Мале Крамер.